# Louis-François Rouxel
Pour les articles homonymes, voir Rouxel et Seigneurs de Grancey.
Pour son oncle, le marquis de Grancey, lieutenant général des armées navales, voir François-Bénédict de Rouxel.
Louis-François Rouxel, comte de Grancey, dit le « chevalier de Grancey », né le 10 septembre 1667 au château de Grancey et mort le 20 août 1728 à Paris, est un aristocrate et officier de marine français des XVIIe et XVIIIe siècles. Après avoir débuté dans la cavalerie, il sert dans la Marine royale et termine sa carrière avec le grade de chef d'escadre des armées navales.

## Biographie

### Origines et famille
Louis-François Rouxel descend d'une illustre famille de la noblesse normande qui a donné au royaume de France plusieurs officiers généraux et prélats.
Il est le troisième fils de Pierre Rouxel, comte de Grancey et de Médavy, colonel du régiment de Grancey, (1626-1704) et de sa seconde femme, Anne de Besançon. Son grand-père Jacques Rouxel, comte de Grancey (1603-1680), et son demi-frère aîné, Jacques Eléonor Rouxel de Grancey (1655-1725 ; fils d'Henriette de La Palud de Bouligneux), sont tous les deux maréchaux de France, respectivement en 1651 et 1724.
Son oncle, François-Bénédict de Rouxel dit le « marquis de Grancey » (1635-1679), se distingue dans la marine royale dans la seconde moitié du XVIIe siècle et parviendra au grade de Lieutenant général des armées navales.

### Carrière militaire
Né au château de Grancey en Bourgogne le 10 septembre 1667, Louis-François Rouxel est baptisé en l'église collégiale de ce château le 16 du même mois. Il reçoit, avant l'âge de dix sept ans, une commission de capitaine de cavalerie d une compagnie dans le régiment de Grancey en 1684 suivant l'ordre signé de la main de Louis XIV en date du 30 mai 1684.
Dix neuf mois plus tard, il entre dans la Marine du roi comme gardes de la Marine pour le département de Rochefort ; et, après une année de service sur mer il est nommé enseigne de vaisseau le 10 janvier 1687.

#### Guerre de la Ligue d'Augsbourg
Pourvu du grade de lieutenant de vaisseau le 5 avril 1688, il est envoyé à Toulon en cette qualité. Il reçoit une commission de capitaine de vaisseau le 1er janvier 1693. Grancey demeure attaché au département de Toulon. Officier supérieur, âgé de 26 ans, il n'a alors à son actif que deux campagnes navales : en 1689, à bord de L'Indien, armé à Toulon, dans l'escadre de Tourville ; et en 1692, sur le vaisseau Le Grand, commandé par Pannetier, dans l'escadre de Tourville, sous les ordres duquel il se trouve à bataille de la Hougue. En 1695,il embarque sur le vaisseau Le Juste, monté par le comte de Champigny, dans l'escadre de Tourville, et il fait la campagne d'Espagne, et se trouve au combat de Lagos les 27 et 28 juin. En 1696, i1 arme à Toulon sur le vaisseau Le Courtisan, commandé par le chevalier d'Amfreville, dans l'armée navale du comte de Châteaurenault.

#### Guerre de Succession d'Espagne
En 1702, au début de la guerre de Succession d'Espagne, il arme sur Le Solide à Brest. L'année suivante, en 1703, peu après être revenu à Toulon, en qualité de « capitaine de vaisseau de Brest », il embarque sur L'Admirable (du 1er août 1703 au 21 novembre 1703). Le 24 août 1704,  il est au combat de Vélez-Málaga. Il commande à cette occasion le vaisseau Le Fleuron, de 54 canons, qui se trouve dans le corps de bataille de la flotte française placée sous les ordres du Comte de Toulouse. Au cours du combat, il est forcé de quitter la ligne de bataille, après qu'une bombe soit tombée sur son vaisseau. Il est cité dans le rapport que le comte de Toulouse envoie au Roi. L'année suivante, il est - toujours sous les ordres du comte de Toulouse - au siège de Barcelone. Le 23 février, la flotte française arrive à Roses avoir essuyé une forte tempête, au cours de laquelle le vaisseau Le Saint-Louis monté par le Comte de Hautefort et Le Rubis commandé par le chevalier de Grancey avaient été très maltraités. Le Rubis est renvoyé à Toulon. Il quitte Toulon le 1er novembre 1706 mais y revient dès mars 1707. Il s'y trouve lorsque le port est assiégé par les Impériaux, en juillet et août 1707, pour leur tenir tête, il sert « dans la brigade de M. du Quesne » (Duquesne-Mosnier, le neveu du grand Duquesne), dans la même brigade que son compatriote et allié Vincent de Salaberry de Benneville, capitaine de vaisseau depuis 1696.
Le 1er novembre 1720, il reçoit au Havre, ses provisions de chef d'escadre de Flandre.
II meurt le 20 août 1728, à l'âge de 60 ans, vingt jours seulement après le marquis de Grancey, son aîné. Il est inhumé dans l'église des Dames capucines de la place Vendôme où reposaient déjà le maréchal de Grancey, son grand père, le maréchal de Médavy, son frère aîné, et la comtesse de Marey, sa tante.

## Mariage et descendance
Le 13 février ou le 29 novembre 1720,, il épouse par contrat passé devant M. Marchand et Durand, notaires à Paris, Marie Catherine Aubert de Tourny (1703-1758), en présence et du consentement de Sa Majesté, de Son Altesse royale Madame, de Son Altesse royale Mgr le régent et de tous les autres princes et princesses du sang. Le chancelier de Pontchartrain figure également au contrat. Le marié est alors âgé de 53 ans et sa femme de 17 ans.
La dot delà mariée est de 724 000 livres, somme très considérable pour l'époque. Le père de la mariée est Urbain Aubert, chevalier, marquis de Tourny, seigneur de La Falaize, Carcassonne, Mercey et autres lieux, conseiller du roi en ses conseils, président en la cour des comptes, aides et finances de Normandie, receveur général des Finances à Caen, et sa mère est dame Marie-Anne Le Tellier.
Sa femme est la sœur de Louis-Urbain Aubert, marquis de Tourny, Maître des Requêtes puis célèbre Intendant à Bordeaux. Le comte de Grancey devient bientôt l'unique héritier de toute la famille Rouxel de Grancey après la mort du maréchal de Médavy (en 1725) et du marquis François de Grancey (1666-juillet 1728 ; lieutenant-général, gouverneur de Dunkerque, ami du Régent dont il fut l'un des roués, x 1° 1713 sa nièce Elisabeth-Victoire, fille du maréchal Jacques-Eléonor, 1686-1716, et 2° 1727 Marie-Casimire-Thérèse-Emmanuelle, fille de Louis-Marie-Victor de Béthune-Selles et Henriette d'Harcourt, 1709-1755, remariée en 1729 à Charles-Louis-Auguste Fouquet duc de Belle-Isle), ses deux frères aînés. Un instant, il peut espérer que le nom de Rouxel ne serait pas éteint, malgré les coups redoublés de la mort, car sa femme donne naissance à un fils le 18 juin 1721, mais il meurt trois mois après. Finalement, Grancey restera aux Aubert de Tourny.

## Armoiries
| Figure | Blasonnement                                                        |
|        | D'argent, à trois coqs de gueules, becqués, membrés et crêtés d'or. |

### Sources et bibliographie
- Victor Hyacinthe G. Des Diguères, Familles illustres de Normandie, étude sur les Rouxel de Médavy-Grancey, 1870 (lire en ligne), p. 245 et suiv.
- Anselme de Sainte-Marie et Ange de Sainte-Rosalie, Histoire de la Maison Royale de France, et des grands officiers de la Couronne, Paris, libraires associés, 1733 (lire en ligne), p. 574-575
- Michel Vergé-Franceschi, Les Officiers généraux de la Marine royale : 1715-1774, Librairie de l'Inde, 1990, 3008 p., p. 1081 et suiv.